# رومل مورالس
رومل مورالس (انگلیسی: Romel Morales؛ زادهٔ ۲۳ اوت ۱۹۹۷) بازیکن فوتبال متولد کلمبیا اهل مالزی است.
از باشگاه‌هایی که در آن بازی کرده است می‌توان به باشگاه فوتبال بانفیلد اشاره کرد.
وی همچنین در تیم ملی فوتبال مالزی بازی کرده است.